# Frederick Theodore Frelinghuysen
Frederick Theodore Frelinghuysen (Millstone, 4 agosto 1817 – Newark, 20 maggio 1885) è stato un politico statunitense.

## Biografia
Fu il ventinovesimo segretario di Stato degli Stati Uniti sotto il presidente degli Stati Uniti d'America Chester Arthur (21º presidente). Nato da Frederick Frelinghuysen (1788–1820) e Mary Dumont (uno dei suoi nonni era l'omonimo Frederick Frelinghuysen, 1753–1804), alla morte del padre avvenuta quando aveva tre anni venne adottato da suo zio Theodore Frelinghuysen (1787–1862).
Si laureò alla Rutgers University nel 1836. Sposò Matilda Elizabeth Griswold da cui ebbe sei figli (tre femmine e tre maschi), fra cui:
- Frederick Frelinghuysen,
- George Griswold Frelinghuysen (1851-1936),
- Theodore Frelinghuysen (deceduto nel 1931),
- Matilda Griswold Frelinghuysen che sposò Henry Winthrop Gray
- Lucy Frelinghuysen

Dopo tre mesi dal suo ritiro dalla scena politica morì e venne seppellito al Mount Pleasant Cemetery (Newark)